# 克勞迪娜·奧格爾
克勞迪娜·奧格爾（英語：Claudine Auger，1941年4月26日—2019年12月19日），出生於德占法国時期的巴黎，是一位法國女演員。曾在1958年獲得「法國世界小姐大賽」的亞軍，於1965年的007電影《霹靂彈》中扮演龐德女郎多明諾最為人所知。
1994年參演《歇洛克·福爾摩斯》之三面人形牆探案裡的伊莎朵拉·克雷茵一角。

## 外部連結
- 克勞迪娜·奧格爾在互联网电影资料库（IMDb）上的資料（英文）
- 在AllMovie上克勞迪娜·奧格爾的頁面（英文）
- TCM电影资料库上克勞迪娜·奧格爾的资料（英文）
- 在Find a Grave上的克勞迪娜·奧格爾